# Preautoryzacja
Preautoryzacja – operacja, polegająca na możliwości czasowego zablokowania – na poczet późniejszych płatności – środków na rachunku klienta, posiadającego kartę kredytową (tłoczoną), wydawaną w ramach organizacji kart płatniczych: Visa, MasterCard i Diners Club.
Preautoryzacja wykorzystywana jest najczęściej w hotelach i wypożyczalniach samochodów. Jej celem jest zabezpieczenie środków na koncie klienta na wypadek jego rezygnacji z usługi.
Preautoryzacja to rezerwacja środków na koncie klienta wykonywana w momencie meldunku gościa hotelowego lub przed wynajmem samochodu w przypadku wypożyczalni samochodów. Preautoryzacja nie wymaga fizycznej obecności karty, przeprowadzana jest na podstawie udostępnionych danych karty. Operacja ta polega na zablokowaniu środków na rachunku karty, na okres maksymalnie 7 dni (14 dni dla kart Mastercard). Dla hotelu stanowi ona gwarancję otrzymania zapłaty w razie rezygnacji gościa z pobytu lub w razie anulacji po przekroczeniu terminu bezkosztowej anulacji. Środki nie są ściągane z konta karty, a jedynie zablokowane, bądź do czasu faktycznej zapłaty bądź unieważnienia lub wygaśnięcia preautoryzacji.
Preautoryzacja przy pomocy karty kredytowej nie oznacza transakcji, ułatwia jedynie rezerwację w hotelu, końcowy rachunek można rozliczyć już inną kartą płatniczą. W takim przypadku preautoryzacja zostanie unieważniona po dokonaniu zapłaty inną kartą, a gość otrzyma wydruk z terminala potwierdzający unieważnienie preautoryzacji. Do preautoryzacji wymagana jest karta kredytowa z wypukłym drukiem (embosowana).
W przypadku wypożyczenia samochodu, preautoryzacja stanowi zabezpieczenie i określa odpowiedzialność kierowcy w razie zdarzeń, w których konieczna jest wypłata odszkodowania przez firmę ubezpieczeniową. Jest to kwota blokowana na koncie do chwili oddania samochodu. Kwota zablokowana na koncie pozwala również przedłużyć wynajem bez konieczności przyjazdu do wypożyczalni.
Usługa preautoryzacji zwyczajowo zarezerwowana jest dla hoteli, wypożyczalni samochodów i biur podróży, ostatnio jednak starają się o udostępnienie jej w systemie terminala inne firmy, np. restauracje organizujące na zamówienie duże przyjęcia. Właściciel restauracji chce uzyskać w ten sposób gwarancję zwrotu poniesionych kosztów.